# 1430 Somalia
1430 Somalia è un asteroide della fascia principale. Scoperto nel 1937, presenta un'orbita caratterizzata da un semiasse maggiore pari a 2,5610471 UA e da un'eccentricità di 0,1961118, inclinata di 3,28626° rispetto all'eclittica.
L'asteroide prende il nome dall'omonimo stato africano.